# Худяков, Леонид Васильевич
Леони́д Васи́льевич Худяко́в  (1915—1995) — советский живописец и педагог, профессор ЛИЖСА имени И. Е. Репина, член Санкт-Петербургского Союза художников (до 1992 года — Ленинградской организации Союза художников РСФСР).

## Биография
Родился 2 сентября 1915 года.
В 1936-1943 гг. учился на живописном факультете в ЛИЖСА имени И. Е. Репина. Окончил институт по мастерской профессора Н. Ф. Петрова с присвоением звания художника живописи. Дипломная работа — картина «Оккупанты на нашей территории».
Участник выставок с 1946 года. Писал тематические картины, портреты, пейзажи. Среди созданных произведений работы «В. Ленин и И. Сталин в Разливе» (1950), «На Волге», «В Чебоксарах», «У пристани», «Лошади» (все 1954), «Портрет народного артиста РСФСР Б. Я Брегвадзе» (1960), «Женский портрет» (1971) и другие. С 1947 года преподавал в ЛИЖСА имени И. Е. Репина, профессор. Сын Худяков Алексей Леонидович (1947—2001) также окончил живописный факультет ЛИЖСА имени И. Е. Репина, был членом ЛОСХ, участником многочисленных выставок.
Скончался 21 декабря 1995 года в Санкт-Петербурге на 81-м году жизни.
Произведения Л. В. Худякова хранятся в музеях и частных собраниях в России и за рубежом. 
Известен портрет Л. В. Худякова, исполненный Алексеем Худяковым в 1984 году.